# Кущовик малий
Кущовик малий (Aethomyias rufescens) — вид горобцеподібних птахів родини шиподзьобових (Acanthizidae). Ендемік Індонезії. Живе в тропічних вологих гірських лісах півострова Чендравасіх в провінції Західне Папуа.
Довгий час малого кущовика відносили до роду Кущовик (Sericornis), однак за результатами молекулярно-філогенетичного дослідження 2018 року він був віднесений до відновленого роду Aethomyias